# Borís Gulko
Borís Franzevitx Gulko (Erfurt, Alemanya Democràtica, 9 de febrer de 1947) és un jugador d'escacs jueu de Rússia, que actualment té la nacionalitat estatunidenca, i té el títol de Gran Mestre des de 1976.
Tot i que roman inactiu des de gener de 2014, a la llista d'Elo de la FIDE d'octubre de 2014, hi tenia un Elo de 2537 punts, cosa que en feia el jugador número 22 (en actiu) dels Estats Units. El seu màxim Elo va ser de 2644 punts, a la llista de gener de 2000 (posició 39 al rànquing mundial).
|  |

## L'etapa soviètica
El seu pare era soldat de l'exèrcit soviètic i estava estacionat a l'Alemanya de l'Est quan en Borís va néixer. La família va retornar a l'URSS al cap de pocs anys.
Gulko es proclamà Campió de Moscou el 1974, va esdevenir Mestre Internacional el 1975, i Gran Mestre el 1976. Va guanyar el 45è Campionat absolut de l'URSS el 1977, empatat al primer lloc amb Iosif Dorfman. Poc després, va sol·licitar oficialment permís per emigrar, però li fou denegat. Ell i la seva muller, Anna Akhsharumova, que és WGM, van esdevenir destacats Refuseniks. En tant que vehement anti-Comunista, en una ocasió fou arrestat i torturat per agents del KGB. El 1982, fou 1r ex aequo amb Anatoli Kàrpov i Aleksandr Ivanov al torneig internacional de Moscou, on hi participaren 51 GMs.
De tota manera, ni a Gulko ni a la seva muller els varen permetre de participar continuadament en competicions d'escacs d'alt nivell fins que no va arribar el període de la glàsnost, i Gulko finalment va obtenir permís per emigrar als Estats Units el 1986. «tenir 39 anys és ser massa vell per començar a jugar i entrenar per arribar el més amunt possible en escacs,» va dir, «aquells 7 anys foren un cop molt dur per la meva carrera, però no me’n penedeixo pas.»

## L'etapa estatunidenca
Un cop ja vivint als Estats Units, el 1987 va guanyar el fort Torneig de Mestres del Festival d'escacs de Biel, un èxit que repetí el 1988, empatat al primer lloc amb Ivan Sokolov. El 1987 va guanyar el World Open de Filadèlfia, amb 8/10 punts, empatat al primer lloc amb Tony Miles. Posteriorment repetiria el mateix resultat a l'edició del 1999.
El 1993 va participar en l'Interzonal de Groningen organitzat per la PCA, i hi acabà sisè, cosa que el classificà per disputar els matxs de Candidats pel Campionat del món d'escacs de 1995 (clàssic), tot i que fou eliminat en primera ronda (quarts de final) per l'anglès Nigel Short (6½-5½).
Va guanyar el Campionat dels Estats Units el 1994, a Key West, superant Yasser Seirawan i Larry Christiansen i novament el 1999 a Salt Lake City, superant en la final en Gregory Serper. En Gulko és l'únic jugador de la història que mai hagi guanyat el Campionat dels Estats Units i el Campionat de la Unió Soviètica.
Va participar en l'equip estatunidenc que va guanyar el Campionat del món per equips de 1993. A la següent edició, el 1997, també va formar part de l'equip estatunidenc que finalitzà segon a la mateixa competició. Gulko va participar, el desembre de 2001, al Campionat del món de la FIDE de 2002 per sistema K.O., on fou eliminat per en Giovanni Vescovi en primera ronda.
La seva fe jueva va interferir també posteriorment en la seva carrera vint anys més tard d'haver emigrat de l'URSS. El Campionat del món de 2004 se celebrava a Líbia, i ell es va classificar per participar-hi. El president del Comitè Organitzador Libi, el fill del dictador Gaddafi, va anunciar: "No hem convidat ni convidarem els enemics sionistes a aquest campionat". En Gulko i d'altres jugadors jueus d'Israel i dels Estats Units varen retirar-se del torneig, i en Gulko va enviar una carta mordaç al president de la FIDE, Kirsan Iliumjínov, "Us imploro que no sigueu el primer president de la FIDE en dirigir el primer Campionat del món d'escacs en el qual els jueus hi siguin exclosos. El nostre magnificent i noble joc no mereix una desgràcia com aquesta."
Gulko encara roman en actiu, tot i que ja no participa en un gran nombre de torneigs. Actualment la família viu a Fair Lawn, (Nova Jersey). El gener de 2010, fou quart al World Chess Open a León, el campió del qual fou Michał Krasenkow).

## Partides notables

### Kaspàrov-Gulko, Rússia 1982
Gulko té un marcador favorable contra Garri Kaspàrov (+3 -1 =4). La següent és una victòria amb les peces negres contra Kaspàrov a Rússia el 1982:
1.d4 d5 2.c4 dxc4 3.e3 Cf6 4.Axc4 e6 5.Cf3 c5 6.O-O a6 7.e4 b5 8.Ad3 Ab7 9.Ag5 cxd4 10.Cxd4 Cbd7 11.Cc3 Ce5 12.Ccxb5 Cxd3 13.Dxd3 axb5 14.Tfd1 Ae7 15.Dxb5+ Dd7 16.Db3 Axe4 17.Cf5 Ad5 18.Cxg7+ Rf8 19.Dh3 h5 20.Dg3 Rxg7 21.Axf6+ Rxf6 22.Td4 Ad6 23.Dc3 Rg6 24.h3 Ac7 0-1

## Llibres
- Gulko, Boris; Sneed, Joel R.. Lessons with a Grandmaster.  Everyman Chess, 2011. ISBN 978-1-85744-668-5.